# 馬鈴薯沙拉
馬鈴薯沙拉（英語：Potato salad）是指以煮熟的馬鈴薯為主要原料的沙拉，源自位處歐洲的德國。馬鈴薯沙拉因做法簡單且成本低廉而普及至世界各地，和涼拌捲心菜並為沙拉的代名詞。一般馬鈴薯沙拉都會搭配美乃滋，但有時也會改用醋和植物油。在美國有時還會搭配芥末醬。除了馬鈴薯和美乃滋之外，馬鈴薯沙拉也經常會加入蔬菜，有時也會加入肉類或水果食用。

## 外部鏈接
维基共享资源上的相關多媒體資源：馬鈴薯沙拉